# Agricultura a l'Azerbaidjan
L'agricultura a l'Azerbaidjan és la branca de l'economia d'aquest país que està especialitzada principalment, atesos els seus recursos naturals, en viticultura, sericicultura, ramaderia, olericultura i jardineria. Els seus principals cultius industrials són de nicotiana, cotó i te, que representen més de la meitat de tota la producció, i les fruites cítriques i els vegetals representen un 30% addicional.

## Història del desenvolupament
La planta de te es va portar primer a la regió de Lankaran d'Azerbaidjan el 1912 i es va plantar allà per primera vegada el 1937 a Lankaran. Després d'això, va començar la producció en massa de te a l'Azerbaidjan. Als anys setanta i vuitanta, es van conrear 36,000 hectàrees de te i es van produir 34,000 tones de te a l'Azerbaidjan.
En les primeres dècades de postguerra, els principals cultius comercials de l'Azerbaidjan eren el cotó i el tabac, però en la dècada de 1970 el raïm es va convertir en el cultiu més productiu. Una campanya antialcohòlica de Moscou a mitjans de la dècada de 1980 va contribuir a una forta disminució de la producció de raïm a la fi dels anys vuitanta.
La producció de pràcticament tots els cultius disminuir a principis de la dècada de 1990. El 1990, les detencions a la feina i les manifestacions antisoviéticas van contribuir a la disminució de la producció agrícola.

## Període d'independència
A principis dels anys de 1990, agricultura de l'Azerbaidjan va requerir una reestructuració substancial per poder realitzar el seu vast potencial. El clima variat permet el cultiu d'una gran varietat de cultius, des préssecs fins ametlles i des arròs fins cotó.
A principis de la dècada de 1990, la producció agrícola va contribuir amb al voltant de l'30 a l'40 per cent del producte material net d'Azerbaidjan. El 1991, el raïm van representar més de l'20 per cent de la producció agrícola, seguides de prop pel cotó.
Segons el Comitè d'Estadística, el 2014 es van produir 474,2 tones de fulles de te en el país. Aquesta xifra és aproximadament un 20% inferior a la de 2013. Es van produir 567,5 tones de fulles de te en el mateix any.
El valor total dels productes agrícoles amb preus generals es va estimar en 3.290.400.000 de manat al gener-juliol de 2016. La producció del gener-juliol a la indústria agrícola va ser de l'51% i 49% i està relacionada amb la indústria ramadera i de cultiu de plantes, respectivament.
En 2016, es van sembrar 2.500 hectàrees de tabac a l'Azerbaidjan, incloses 1.700 hectàrees de "Virginya" i la resta van ser varietats locals. En el mateix any, els cultius es van collir de 2360 hectàrees per 3585 tones, 15,2 centners per hectàrea.
El decret presidencial del 27 de juny de 2019 va aprovar el "Reglament per a la subvenció de la producció agrícola". A partir de gener de 2020 es concediran subvencions en el marc del nou sistema.